# Boisgervilly
Boisgervilly (en bretó Koad-Yarnvili, en gal·ló Boéz-Jergaud) és un municipi francès, situat a la regió de Bretanya, al departament d'Ille i Vilaine. L'any 2006 tenia 1.369 habitants.

## Demografia
| 1962                                       | 1968 | 1975 | 1982  | 1990  | 1999  |
| ------------------------------------------ | ---- | ---- | ----- | ----- | ----- |
| 936                                        | 936  | 921  | 1.074 | 1.174 | 1.215 |
| Des de 1962: població sense dobles comptes |      |      |       |       |       |

## Administració
| Període   | Identitat         | Partit |
| --------- | ----------------- | ------ |
| 1983-2001 | Pierre Duault     |        |
| 2001-     | Bernard Piedvache |        |